# Heliura phaeosoma
Heliura phaeosoma är en fjärilsart som beskrevs av Druce 1905. Heliura phaeosoma ingår i släktet Heliura och familjen björnspinnare. Inga underarter finns listade i Catalogue of Life.